# 지방간
지방간(脂肪肝, 영어: fatty liver 또는 fatty liver disease (FLD) 또는 hepatic steatosis)은 간세포에 지방이 많이 축적되어 간의 지방 함량이 증가함으로써 나타나는 가역적 질병이자 대사 질환이다. 과다한 음주로 인해 알콜성 지방간이 발생하지만 약물 섭취, 생활 습관 등의 다양한 상황에 의하여 비알콜성 지방간(NASH)이 발병하기도 한다. 특히 비만 및 알코올, 탄수화물을 과다 섭취한 경우 쉽게 발현된다.
또 설탕이 많이 들어간 탄산음료를 과량 섭취하면 지방간이 생긴다.
지방간은 일반적으로 단순히 지방의 비율이 높아져 있는 단순 지방간 상태를 가리키지만, 간염, 간경변을 비롯한 다양한 병에서 동반되는 경우가 많다.

## 개요
대표적인 원인에 따라서 알코올성 지방간과 비알코올성 지방간으로 나뉜다. 알코올성 지방간은 기본적으로 금주, 비알코올성 지방간은 다이어트 등 식생활 개선을 통해 치료할 수 있다.
가역적인 질환으로서 지방간의 예후는 대체로 좋은 편이지만, 만성적 지방간 환자에서 일부는 지방간염을 거쳐 간손상을 일으키며, 장기적으로 간경변, 간암의 발생과 밀접히 관련되어 있음이 알려져 있다.

## 병리
지방간은 중성 지방이 간세포 내에 축적되어 생성되는 질환이다. 간세포에 축적된 중성 지방은 초기에는 미세수포성(microvesicular)으로 세포 핵 근처에서 발견되지만, 시간이 지남에 따라 수포의 크기가 증가하여 거대수포성(macrovesicular) 중성 지방이 세포 내에서 발견된다. 이렇게 축적된 지방 수포는 세포에 물리적 손상을 가하고, 지방의 과다로 인하여 염증반응을 증가시켜 간염이나 간섬유화를 유도한다.

## 기타
- 거위나 오리의 간을 일부러 살 찌워서 만든 고급 음식재료 푸아그라도 지방간에 해당한다.

## 같이 보기
- 알코올성 지방간
- 비알코올성 지방간
- 간염
- 간경변
- 피지선
- 여드름
- 밀크 티슬(milk thistle, en:Silybum marianum)
- 비타민 B 복합체